# Johann Adam Heckel
Pour les articles homonymes, voir Heckel.
Johann Adam Heckel (né le 14 juillet 1812 à Adorf/Vogtland ; décédé le 13 avril 1877 à Biebrich) est un facteur d'instruments de musique allemand, qui a amélioré le basson et la clarinette.
En 1829, Johann Adam Heckel (1812-1877) est employé à Mayence dans l'atelier de Bernhart Schott , où il rencontre le bassoniste Carl Almenräder. Johann Adam Heckel réforme en 1830 la facture du basson qui deviendra le basson allemand en exploitant les travaux de recherche de Carl Almenräder et de l'acousticien Gottfried Weber. En 1831, il fonde toujours avec Carl Almenräder la société Almenräder und Heckel, prédécesseur de la société Wilhelm Heckel GmbH (de). Jusqu'à la mort d'Almenraeder en 1843, ils ont fabriqué des instruments (bassons, hautbois...) pour Schott marqué avec le poinçon en acier : "B. Schott fils, Mayence" toujours conservé.

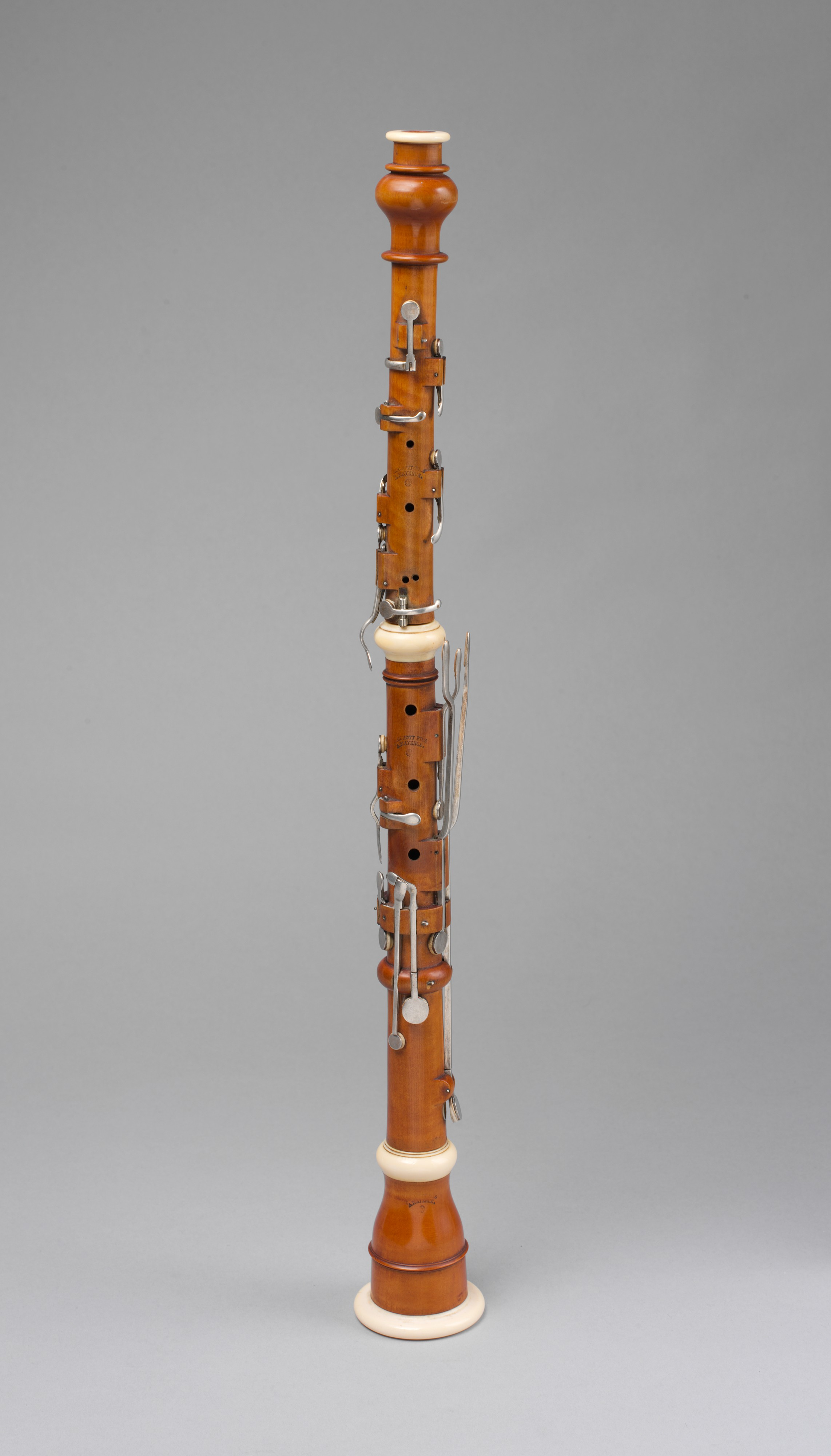
Hautbois marqué « B. Schott, fils », probablement fabriqué par Johann Adam Heckel (ca. 1830).

Ils développent le basson Heckel-Almenräder. Ce basson permet d'éliminer le manque d'homogénéité de certaines notes du basson, qui gênait notamment dans les tonalités croisées supérieures (la, mi, si). Cependant, il fallait accepter une certaine perte de la sonorité globale. Après la mort de son partenaire Almenräder, Johann Adam Heckel continue seul à diriger la fabrique d'instruments qu'ils avaient montée ensemble. Son fils Wilhelm Heckel (1856-1909) parvient plus tard à compenser le manque de sonorité du basson Heckel-Almenräder et invente, en collaboration avec son fils Wilhelm Hermann Heckel (de) (1879-1952), le premier basson de la famille d'instruments Heckel, le Heckelphone.